# Kleidiomyces venezolanus
Kleidiomyces venezolanus är en svampart som beskrevs av Thaxt. 1931. Kleidiomyces venezolanus ingår i släktet Kleidiomyces och familjen Laboulbeniaceae.   Inga underarter finns listade i Catalogue of Life.